# Campeonato Mundial de Snowboard de 2015 - Slopestyle feminino
A prova do slopestyle feminino do Campeonato Mundial de Snowboard de 2015 foi disputado entre 19 e 21 de janeiro  em Kreischberg na Áustria.

## Medalhistas
| Ouro                   | Prata             | Bronze                |
| Miyabi Onitsukal (JPN) | Anna Gasser (AUT) | Klaudia Medlova (SVK) |

## Resultados

### Qualificação
A qualificação ocorreu dia 19 de janeiro.  
| Colocação | Bateria | Bib | Nome                  | Nacionalidade  | Descida 1 | Descida 2 | Melhor | Notas |
| --------- | ------- | --- | --------------------- | -------------- | --------- | --------- | ------ | ----- |
| 1         | 1       | 3   | Sina Candrian         | Suíça          | 75.00     | 94.33     | 94.33  | QF    |
| 2         | 1       | 2   | Anna Gasser           | Áustria        | 84.33     | 68.33     | 84.33  | QF    |
| 3         | 1       | 1   | Anna Gyarmati         | Hungria        | 55.66     | 70.00     | 70.00  | QS    |
| 4         | 1       | 12  | Karly Shorr           | Estados Unidos | 69.66     | 50.33     | 69.66  | QS    |
| 5         | 1       | 8   | Jessika Jenson        | Estados Unidos | 50.00     | 63.66     | 63.66  | QS    |
| 6         | 1       | 4   | Silvia Mittermüller   | Alemanha       | 16.66     | 55.66     | 55.66  |       |
| 7         | 1       | 13  | Loranne Smans         | Bélgica        | 20.00     | 46.00     | 46.00  |       |
| 8         | 1       | 6   | Julia Marino          | Estados Unidos | 43.33     | 15.00     | 43.33  |       |
| 9         | 1       | 5   | Ty Walker             | Estados Unidos | 33.33     | 41.33     | 41.33  |       |
| 10        | 1       | 9   | Maria Hidalgo         | Espanha        | 24.33     | 7.00      | 24.33  |       |
| 11        | 1       | 18  | Michaela Davis-Meehan | Austrália      | 22.33     | 24.00     | 24.00  |       |
| 12        | 1       | 11  | Marion Haerty         | França         | 6.66      | 23.66     | 23.66  |       |
| 13        | 1       | 10  | Chloe Sillieres       | França         | 21.66     | 11.00     | 21.66  |       |
| 14        | 1       | 14  | Anastasia Zhukova     | Rússia         | 11.66     | DNS       | 11.66  |       |
| 15        | 1       | 17  | Antonia Yanez         | Chile          | 3.66      | 5.66      | 5.66   |       |
|           | 1       | 7   | Sarka Pancochova      | Chéquia        |           |           | DNS    |       |
|           | 1       | 15  | Elena Kostenko        | Rússia         |           |           | DNS    |       |
|           | 1       | 16  | Urska Pribosic        | Eslovênia      |           |           | DNS    |       |
| 1         | 2       | 29  | Jenna Blasman         | Canadá         | 58.66     | 87.33     | 87.33  | QF    |
| 2         | 2       | 27  | Miyabi Onitsuka       | Japão          | 79.33     | 62.66     | 79.33  | QF    |
| 3         | 2       | 22  | Aimee Fuller          | Reino Unido    | 74.00     | 70.66     | 74.00  | QS    |
| 4         | 2       | 36  | Ella Suitiala         | Finlândia      | 24.33     | 72.00     | 72.00  | QS    |
| 5         | 2       | 28  | Klaudia Medlova       | Eslováquia     | 69.66     | 61.33     | 69.66  | QS    |
| 6         | 2       | 26  | Kristiina Nisula      | Finlândia      | 54.66     | 66.66     | 66.66  |       |
| 7         | 2       | 21  | Samm Denena           | Canadá         | 64.00     | 26.66     | 64.00  |       |
| 8         | 2       | 24  | Brooke Vogt           | Canadá         | 38.00     | 61.33     | 61.33  |       |
| 9         | 2       | 34  | Natsuki Sato          | Japão          | 47.00     | 11.66     | 47.00  |       |
| 10        | 2       | 30  | Audrey McManiman      | Canadá         | 32.33     | 46.00     | 46.00  |       |
| 11        | 2       | 25  | Elena Könz            | Suíça          | 4.33      | 45.33     | 45.33  |       |
| 12        | 2       | 23  | Henna Ikola           | Finlândia      | 35.00     | 11.00     | 35.00  |       |
| 13        | 2       | 31  | Lia-Mara Bösch        | Suíça          | 22.33     | 26.33     | 26.33  |       |
| 14        | 2       | 32  | Katerina Vojackova    | Chéquia        | 13.00     | 10.66     | 13.00  |       |
| 15        | 2       | 37  | Wesley Ann Huntington | Brasil         | 1.66      | 3.66      | 3.66   |       |
| 16        | 2       | 35  | Cilka Sadar           | Eslovênia      | 3.00      | DNS       | 3.00   |       |
|           | 2       | 33  | Merika Enne           | Finlândia      |           |           | DNS    |       |

### Semifinal
A semifinal ocorreu dia 21 de janeiro.
| Colocação | Bib | Nome            | Nacionalidade  | Descida 1 | Descida 2 | Melhor | Notas |
| --------- | --- | --------------- | -------------- | --------- | --------- | ------ | ----- |
| 1         | 28  | Klaudia Medlova | Eslováquia     | 81.75     | DNS       | 81.75  | Q     |
| 2         | 1   | Anna Gyarmati   | Hungria        | 40.75     | 71.50     | 71.50  | Q     |
| 3         | 22  | Aimee Fuller    | Reino Unido    | 69.50     | 56.00     | 69.50  |       |
| 4         | 36  | Ella Suitiala   | Finlândia      | 28.00     | 34.50     | 34.50  |       |
| 5         | 12  | Karly Shorr     | Estados Unidos | 21.00     | 18.00     | 21.00  |       |
| 6         | 8   | Jessika Jenson  | Estados Unidos | 14.00     | 12.25     | 14.00  |       |

### Final
A final ocorreu em  21 de janeiro .
| Colocação         | Bib | Nome            | Nacionalidade | Descida 1 | Descida 2 | Descida 3 | Melhor |
| ----------------- | --- | --------------- | ------------- | --------- | --------- | --------- | ------ |
| Medalha de ouro   | 27  | Miyabi Onitsuka | Japão         | 54.75     | 92.50     | 44.25     | 92.50  |
| Medalha de prata  | 2   | Anna Gasser     | Áustria       | 75.25     | 25.00     | 89.50     | 89.50  |
| Medalha de bronze | 28  | Klaudia Medlova | Eslováquia    | 84.25     | 40.75     | 39.75     | 84.25  |
| 4                 | 3   | Sina Candrian   | Suíça         | 72.25     | 79.50     | 43.50     | 79.50  |
| 5                 | 29  | Jenna Blasman   | Canadá        | 38.25     | 61.25     | 21.50     | 61.25  |
| 6                 | 1   | Anna Gyarmati   | Hungria       | DNS       | DNS       | DNS       | DNS    |

Legenda
| Recorde mundial       | Recorde mundial (World record)               |                       | Recorde africano                      | Recorde africano (African) |                                           | Q | Classificado por posição (Qualified) |
| Recorde do campeonato | Recorde do campeonato (Championship record)  | Recorde da América    | Recorde da América (Americas)         | q                          | Classificado por melhor tempo (Qualified) |   |                                      |
| Melhor marca do ano   | Melhor marca do ano (World leading)          | Recorde asiático      | Recorde asiático (Asian)              | DNS                        | Não largou (Did not start)                |   |                                      |
| Recorde nacional      | Recorde nacional (National record)           | Recorde europeu       | Recorde europeu (European)            | DNF                        | Não terminou (Did not finish)             |   |                                      |
| Recorde pessoal       | Recorde pessoal do atleta (Personal best)    | Recorde da Oceania    | Recorde da Oceania (Oceania)          | DSQ / DQ                   | Desclassificado (Disqualified)            |   |                                      |
| Recorde da temporada  | Recorde da temporada do atleta (Season best) | Recorde sul-americano | Recorde sul-americano (South America) | NM                         | Sem marca (No mark)                       |   |                                      |